# Buddah Bless
Tyron Buddah Douglas, Sr. (n. 8 februarie 1992, Long Island, New York, SUA), cunoscut profesional ca Buddah Bless, este un producător de muzică, compozitor și fost rapper american.
A produs numeroase single-uri de succes, precum „Big Amount” de 2 Chainz și Drake, „Make No Sense” de YoungBoy Never Broke Again, „Heat” de Chris Brown și Gunna, cea mai notabilă piesă fiind „Out West” de JackBoys, Travis Scott și Young Thug, care a ajuns în top 40 în Billboard Hot 100.
Douglas s-a născut în Long Island, New York, la 8 februarie 1992. A crescut în Atlanta, Georgia.
A produs single-uri hit cu artiști precum Migos, Chris Brown, Travis Scott și multe altele. Douglas și-a descris stilul ca fiind „muzica bunicii tale amestecată cu Gucci Mane”.